# Gertruda Kilosówna
Gertruda Kilosówna (verheiratete Czorny; * 9. Februar 1913 in Ruda Śląska; † 4. Dezember 1938 in Krakau) war eine polnische Mittelstreckenläuferin.
Bei den Olympischen Spielen 1928 in Amsterdam wurde sie in 2:28,0 min Achte.
Ihre persönliche Bestzeit von 2:26,8 min stellte sie am 8. September 1930 in Prag auf.